# Une fille de Saragosse
Une fille de Saragosse est un roman français de Joseph Peyré, paru en 1957.

## Analyse
En 1808, pour la deuxième fois, les troupes de Napoléon assiègent Saragosse où s'est retranché Palafox. Le lieutenant Bugeaud décrit cette guérilla urbaine :

« Chaque couvent, chaque maison, fait la même résistance qu'une citadelle, et il faut pour chacun un siège particulier. Tout se dispute pied à pied, de la cave au grenier, et ce n'est que quand on a tout tué à coups de baïonnette, ou tout jeté par les fenêtres, qu'on peut se dire maître de la maison. À peine est-on vainqueur que la maison voisine nous jette, par des trous faits exprès, des grenades, des obus et une grêle de coups de fusil. Il faut se barricader, se couvrir bien vite, jusqu'à ce qu'on ait pris des mesures pour attaquer ce nouveau fort; et on ne le fait qu'en perçant les murs, car passer dans les rues est chose impossible : l'armée y périrait toute en deux heures. Ce n'était pas assez de faire la guerre dans les maisons, on la fait sous terre. »

Dans son roman historique, Joseph Peyré retrace le destin de Pilar Garcia, authentique héroïne de ce siège à qui fut concédé le grade et la solde de sous-lieutenant d'infanterie par le roi Ferdinand VII.

## Éditions
- Paris, Groupe Flammarion, 1957.
- Paris, Le Livre de poche, (no 2475), 1968.